# Харрис Джаярадж
Харрис Джаярадж (там. ஹாரிஸ் ஜயராஜ்; род. 8 января 1975 года, Мадрас, Индия) — индийский кинокомпозитор, пишущий музыку преимущественно для фильмов на тамильском языке. Лауреат Filmfare Awards South и других индийских кинопремий.

## Биография
Харрис, родился в семье тамильских христиан в Мадрасе. Его отец, С.М. Джаякумар, был гитаристом, который участвовал в записи музыкального сопровождения для фильмов.
Харрис посещал киностудии вместе с отцом с самого детства и уже в 12 лет стал участвовать в записи музыки в качестве клавишника.
В период с 1987 по 2000 год, он работал вместе с двадцати пятью различными композиторами в кино на тамильском, телугу, хинди, бенгали и ория,
включая А.Р. Рахмана, Картика Раджу и Видьясагара.
Харрис дебютировал как кинокомпозитор в мелодраме Minnale режиссёра Гаутама Менона в 2001 году.
Первая же работа принесла ему Filmfare Award South за лучшую музыку к песне для фильма.
Он также написал музыку к вышедшему в том же году ремейку Minnale на хинди, снятому тем же режиссёром.
В 2003 году вторую Filmfare, а также несколько других премий, ему принесла музыка к следующему фильму Менона «Криминальный отдел».
Позднее Харрис сочинил музыку для двух его ремейков: на хинди и на телугу.
Крупный успех пришёл к нему в 2005 году, когда его музыкальные треки к фильмам «Незнакомец» и «Превозмочь себя» стали хитами. Два этих фильма принесли ему Кинопремию штата Тамил-Наду
и две премии Filmfare.
С Гаутамом Меноном композитор продолжал сотрудничать во всех его фильмах с 2001 по 2008 год, вплоть до выхода драмы «Тысяча препятствий». Этот фильм и, вышедший в следующем году, «Неуловимый» принесли Харрису ещё ряд наград за лучшую музыку.
Была отмечена различными премиями также его музыка к фильмам «Адаван», «Большая игра» и «Тайное оружие».
Помимо тамильских фильмов, Харрис написал музыку к пяти фильмам на телугу: Vasu (2002), Gharshana (2004), «Солдат» (2006), «Мунна» (2007) и «Оранжевый цвет любви» (2010).